# 新祝園站
新祝園站（日语：／ Shin-Hōsono eki */?）是一個位於日本京都府相樂郡精華町大字祝園小字長塚，屬於近畿日本鐵道（近鐵）京都線的鐵路車站。車站編號為B21。

## 車站構造
島式月台2面4線的地面車站，設有跨站式站房。月台有效長度為6節編組。閘口只設1處，站舍出入口分別設於東西兩方向。

### 月台配置
| 月台 | 路線   | 方向 | 目的地                                                         |
| ---- | ------ | ---- | -------------------------------------------------------------- |
| 1、2 | 京都線 | 下行 | 高之原、大和西大寺、奈良、天理、橿原神宮前、吉野、大阪難波方向 |
| 3、4 | 京都線 | 上行 | 新田邊、丹波橋、京都、京都國際會館方向                         |

## 使用情況
近年此站的1日上下車人次的調查結果如下表。
- 2018年11月13日：14,793人
- 2015年11月10日：14,984人
- 2012年11月13日：12,936人
- 2010年11月9日：12,418人
- 2008年11月18日：12,251人
- 2005年11月8日：11,535人

## 相鄰車站
近畿日本鐵道
 京都線
■急行
新田邊（B16）－新祝園（B21）－高之原（B24）
■普通
狛田（B20）－新祝園（B21）－木津川台（B22）

## 外部連結
- 新祝園 - 近畿日本鐵道